# Pinheirodon
Pinheirodon è un genere di mammiferi estinti poco conosciuto. I resti fossili provengono dal Tithoniano del Portogallo, e sono limitati a pochi denti. Questi piccoli erbivori vissero durante l'era dei dinosauri. I Pinheirodon sono membri dell'ordine dei multitubercolati e del sottordine 'plagiaulacida' (famiglia Pinheirodontidae). Sono quindi alcuni tra i più antichi rappresentanti dell'ordine.
Il genere Pinheirodon, il cui nome deriva da Porto Dinheiro, Lourinhã, Portogallo (la località dei ritrovamenti fossili), venne classificato da G. Hahn e R. Hahn nel 1999. Inizialmente veniva considerato ascrivibile al Cretaceo inferiore (Berriasiano), ma studi successivi hanno rivelato l'appartenenza di questi strati al Giurassico superiore (Titoniano).
Vi appartengono le specie P. pygmaeus e P. vastus' e la specie tipo P. sp., classificati da G. Hahn e R. Hahn nel 1999 sulla base di alcuni denti fossili ritrovati negli strati della formazione  di Porto Dinheiro, presso Lourinhã.

## Tassonomia
Sottoclasse  †Allotheria Marsh, 1880
- Ordine †Multituberculata Cope, 1884:
  - Sottordine †Plagiaulacida Simpson, 1925
    -       - Famiglia †Pinheirodontidae Hahn & Hahn, 1999
        - Genere †Pinheirodon Hahn & Hahn, 1999
          - Specie †P. pygmaeus Hahn & Hahn, 1999
          - Specie †P. vastus Hahn & Hahn, 1999
          - Specie †P. sp. Hahn & Hahn, 1999

        - Genere †Bernardodon Hahn & Hahn, 1999
          - Specie †B. atlanticus Hahn & Hahn, 1999

        - Genere †Gerhardodon Kielan-Jaworowska & Ensom, 1992
          - Specie †G. purbeckensis Kielan-Jaworowska & Ensom, 1992

        - Genere †Iberodon Hahn & Hahn, 1999
          - Specie †I. quadrituberculatus Hahn & Hahn, 1999

        - Genere †Lavocatia Canudo & Cuenca-Bescós, 1996
          - Specie †L. alfambrensis Canudo & Cuenca-Bescós, 1996

        - Genere †Cantalera Badiola, Canudo & Cuenca-Bescós, 2008
          - Specie †C. abadi Badiola, Canudo & Cuenca-Bescós, 2008

        - Genere †Ecprepaulax Hahn & Hahn, 1999
          - Specie †E. anomala Hahn & Hahn, 1999